# アメリカ合衆国空軍長官

空軍長官旗

アメリカ合衆国空軍長官（アメリカがっしゅうこくくうぐんちょうかん、英語: Secretary of the Air Force、略称：SECAF）は、空軍省（国防総省を構成する省の一つ）の長官であり、空軍省の指揮監督を担う。

## 職務
空軍長官は国防長官に直隷し、アメリカ空軍及びアメリカ宇宙軍の軍政を司る。初代空軍長官スチュアート・サイミントンは1947年の陸軍航空軍の空軍への再編に伴い、新設の空軍長官に任命され、2019年の宇宙軍の発足後に宇宙軍も管轄となった。
空軍長官府は長官・次官（United States Under Secretary of the Air Force）・次官補・法務総監・監察総監・空軍予備役政策委員会及びその他の官職や職務で構成される。そして調達・内部監査・財務管理を含む会計監査・監察総監に関わる問題・立法関連・公報に関する責任を有する。
空軍長官は合衆国法典第10編の規定により、大統領の指名を受けた文民が上院の助言と承認（advice and consent）を受けて就任する。原則として軍を退役して7年以内の者は指名されない。

## 歴代空軍長官
| 代 | 写真                                   | 氏名                                 | 在任期間                              | 大統領                                      |
| -- | -------------------------------------- | ------------------------------------ | ------------------------------------- | ------------------------------------------- |
| 1  | ウィリアム・スチュアート・サイミントン | スチュアート・サイミントン           | 1947年9月18日 - 1950年4月24日         | ハリー・S・トルーマン                       |
| 2  | トマス・フィンレター                   | トマス・フィンレター                 | 1950年4月24日 - 1953年1月20日         | ハリー・S・トルーマン                       |
| 3  | ハロルド・タルボット                   | ハロルド・タルボット                 | 1953年2月4日 - 1955年8月13日          | ドワイト・アイゼンハワー                    |
| 4  | ドナルド・クォールズ                   | ドナルド・クォールズ                 | 1955年8月15日 - 1957年4月30日         | ドワイト・アイゼンハワー                    |
| 5  | ジェームズ・ダグラス・ジュニア         | ジェームズ・ダグラス・ジュニア       | 1957年5月1日 - 1959年12月10日         | ドワイト・アイゼンハワー                    |
| 6  | ダドリー・シャープ                     | ダドリー・シャープ                   | 1959年12月11日 - 1961年1月20日        | ドワイト・アイゼンハワー                    |
| 7  | ユージン・ザッカート                   | ユージン・ザッカート                 | 1961年1月24日 - 1965年9月30日         | ジョン・F・ケネディ リンドン・ジョンソン    |
| 8  | ハロルド・ブラウン                     | ハロルド・ブラウン                   | 1965年10月1日 - 1969年2月15日         | リンドン・ジョンソン リチャード・ニクソン   |
| 9  | ロバート・シーマンズ・ジュニア         | ロバート・シーマンズ・ジュニア       | 1969年2月15日 - 1973年5月14日         | リチャード・ニクソン                        |
| 10 | ジョン・マクルーカス                   | ジョン・マクルーカス                 | 1973年5月15日 - 1973年7月18日（代理） | リチャード・ニクソン ジェラルド・フォード   |
| 10 | ジョン・マクルーカス                   | ジョン・マクルーカス                 | 1973年7月18日 - 1975年11月23日        | リチャード・ニクソン ジェラルド・フォード   |
| -  | ジェームズ・プラマー                   | ジェームズ・プラマー（代理）         | 1975年11月24日 - 1976年1月1日         | ジェラルド・フォード                        |
| 11 | トーマス・C・リード                    | トーマス・C・リード                  | 1976年1月2日 - 1977年4月6日           | ジェラルド・フォード ジミー・カーター       |
| 12 | ジョン・ステットソン                   | ジョン・ステットソン                 | 1977年4月6日 - 1979年5月18日          | ジミー・カーター                            |
| 13 | ハンス・マーク                         | ハンス・マーク                       | 1979年5月18日 - 1979年7月26日（代理） | ジミー・カーター ロナルド・レーガン         |
| 13 | ハンス・マーク                         | ハンス・マーク                       | 1979年7月26日 - 1981年2月9日          | ジミー・カーター ロナルド・レーガン         |
| 14 | ベルヌ・オア                           | ベルヌ・オア                         | 1981年2月9日 - 1985年11月30日         | ロナルド・レーガン                          |
| 15 | ラッセル・ローク                       | ラッセル・ローク                     | 1985年12月9日 - 1986年4月6日          | ロナルド・レーガン                          |
| 16 | エドワード・オルドリッジ・ジュニア     | エドワード・オルドリッジ・ジュニア   | 1986年4月8日 - 1986年6月8日（代理）   | ロナルド・レーガン                          |
| 16 | エドワード・オルドリッジ・ジュニア     | エドワード・オルドリッジ・ジュニア   | 1986年6月9日 - 1988年12月16日         | ロナルド・レーガン                          |
| -  | ジェームズ・マクガバン                 | ジェームズ・マクガバン（代理）       | 1988年12月16日 - 1989年4月29日        | ロナルド・レーガン ジョージ・H・W・ブッシュ |
| -  | ジョン・ウェルチ・ジュニア             | ジョン・ウェルチ・ジュニア（代理）   | 1989年4月29日 - 1989年5月21日         | ジョージ・H・W・ブッシュ                    |
| 17 | ドナルド・ライス                       | ドナルド・ライス                     | 1989年5月21日 - 1993年1月20日         | ジョージ・H・W・ブッシュ                    |
| -  | マイケル・ブルース・ドンリー           | マイケル・ブルース・ドンリー（代理） | 1993年1月20日 - 1993年7月13日         | ビル・クリントン                            |
| -  | メリル・マクピーク                     | メリル・マクピーク（代理）           | 1993年7月14日 - 1993年8月5日          | ビル・クリントン                            |
| 18 | シーラ・                               | シーラ・Widnall                      | 1993年8月6日 - 1997年10月31日         | ビル・クリントン                            |
| 19 | F・ホイッテン・ピーターズ              | F・ホイッテン・ピーターズ            | 1997年11月1日 - 1999年7月30日（代理） | ビル・クリントン                            |
| 19 | F・ホイッテン・ピーターズ              | F・ホイッテン・ピーターズ            | 1999年7月30日 - 2001年1月20日         | ビル・クリントン                            |
| -  | ローレンス・デラニー                   | ローレンス・デラニー（代理）         | 2001年1月21日 - 2001年5月31日         | ジョージ・W・ブッシュ                       |
| 20 | ジェームズ・ロシュ                     | ジェームズ・ロシュ                   | 2001年6月1日 - 2005年1月20日          | ジョージ・W・ブッシュ                       |
| -  | ピーター・ティーツ                     | ピーター・ティーツ（代理）           | 2005年1月20日 - 2005年3月25日         | ジョージ・W・ブッシュ                       |
| -  | マイケル・モンテロンゴ                 | マイケル・モンテロンゴ（代理）       | 2005年3月25日 - 2005年3月31日         | ジョージ・W・ブッシュ                       |
| -  |                                        | マイケル・ドミンゲス（代理）         | 2005年3月31日 - 2005年7月29日         | ジョージ・W・ブッシュ                       |
| -  | ピート・ゲレン                         | ピート・ゲレン（代理）               | 2005年7月29日 - 2005年11月3日         | ジョージ・W・ブッシュ                       |
| 21 | マイケル・ウィン                       | マイケル・ウィン                     | 2005年11月3日 - 2008年6月21日         | ジョージ・W・ブッシュ                       |
| -  | マイケル・ブルース・ドンリー           | マイケル・ブルース・ドンリー         | 2008年6月21日 - 2008年10月2日         | ジョージ・W・ブッシュ バラク・オバマ        |
| 22 | マイケル・ブルース・ドンリー           | マイケル・ブルース・ドンリー         | 2008年10月2日 - 2013年6月21日         | ジョージ・W・ブッシュ バラク・オバマ        |
| -  | エリック・ファニング                   | エリック・ファニング                 | 2013年6月21日 - 2013年12月20日        | バラク・オバマ                              |
| 23 | デボラ・リー・ジェームズ               | デボラ・リー・ジェームズ             | 2013年12月20日 - 2017年1月20日        | バラク・オバマ                              |
| -  | リサ・ディスボロー                     | リサ・ディスボロー（代理）           | 2017年1月20日 - 2017年5月16日         | ドナルド・トランプ                          |
| 24 | ヘザー・ウィルソン                     | ヘザー・ウィルソン                   | 2017年5月16日 - 2019年5月31日         | ドナルド・トランプ                          |
| -  | マシュー・ドナヴァン                   | マシュー・ドナヴァン（代理）         | 2019年6月1日 - 2019年10月18日         | ドナルド・トランプ                          |
| 25 | バーバラ・バレット                     | バーバラ・バレット                   | 2019年10月18日 - 2021年1月20日        | ドナルド・トランプ                          |
| -  | ジョン・P・ロス                        | ジョン・P・ロス（代理）              | 2021年1月20日 - 2021年7月28日         | ジョー・バイデン                            |
| 26 | フランク・ケンドール3世                | フランク・ケンドール3世              | 2021年7月28日 - 2025年1月20日         | ジョー・バイデン                            |
| -  | ゲイリー・アシュワース                 | ゲイリー・アシュワース（代理）       | 2025年1月20日 - 2025年5月16日         | ドナルド・トランプ                          |
| 27 | トロイ・メインク                       | トロイ・メインク                     | 2025年5月16日 - 現職                  | ドナルド・トランプ                          |